# 6月21日
6月21日是公历一年中的第172天（闰年第173天），离全年结束还有193天。

## 大事记

### 19世紀以前
- 前217年：第二次布匿战争：漢尼拔率領的迦太基人在特拉西美諾湖戰役中伏擊了羅馬軍隊，俘虜或殺死25,000人。
- 533年： 東羅馬帝國名將貝利撒留率領之遠征艦隊從君士坦丁堡啟航，途經希臘和西西里島向北非汪達爾人的汪達爾-阿蘭王國進攻，史稱汪達爾戰爭。
- 1216年：英格兰國王亨利三世成立國會。
- 1582年：日本戰國時代大名織田信長在本能寺遭到其家臣明智光秀率領軍隊圍攻，被迫自殺身亡。
- 1788年：新罕布夏省批准《美國憲法》，成為第九個決定加入美國的州份。
- 1791年：法國國王路易十六和瑪麗·安東妮從巴黎杜樂麗宮出逃，但在阿戈訥地區瓦雷訥遭到逮捕。

### 19世紀
- 1813年：阿瑟·韦尔斯利的英国、葡萄牙和西班牙联军在维多利亚战役击败约瑟夫·波拿巴的法国军队。
- 1870年：天津教案：中国天津的民众打死法国驻天津领事，火烧法国传教士的教堂，导致数十人死亡。
- 1887年：英國維多利亞女王慶祝在位50周年。
- 1895年：横贯日德兰半岛，沟通波罗的海与北海的德国基尔运河正式建成通航。
- 1898年：關島成美國領土。
- 1900年：清朝慈禧太后以光绪帝名义发布《宣战诏书》，向俄罗斯、英国、法国、美国、日本等11个国家正式宣战。

### 20世紀
- 1919年：為了避免遭協約國扣押，德意志帝國海軍上將路德維希·馮·羅伊特下令將公海艦隊集體自沉。
- 1919年：在加拿大溫尼伯的一次大罷工中，皇家西北騎警（英语：North-West Mounted Police）手持棍棒和左輪手槍襲擊了一群罷工者。
- 1939年：日军从南澳岛进攻潮汕，汕头沦陷。
- 1940年：以亨利·菲利普·貝當為首的法蘭西第三共和國政府向納粹德國投降。
- 1942年：由埃尔温·隆美尔率领的德意志非洲军击败同盟国军队，成功占领托布鲁克。
- 1945年：二戰：冲绳战役结束。
- 1960年：西德短跑运动员阿明·哈里成为首个在正式比赛中于10秒之内跑完100米的人类。
- 1963年：意大利枢机乔瓦尼·巴蒂斯塔·蒙蒂尼当选成为保禄六世。
- 1965年：英國國會慶祝成立七百五十周年。
- 1982年：在欣克利企圖暗殺美國總統雷根案中，有精神失常的疾病而獲判無罪。
- 1985年：在尋求從丹麥獨立的人士推動下，格陵蘭正式通過啟用格陵蘭旗幟。
- 1985年：全日空857號班機被劫持，在函館機場停留一晚。
- 1999年：蘋果電腦推出iBook筆記型電腦。

### 21世紀
- 2004年：美国工程师伯特·鲁坦设计的太空船1号成为首部私人研制且进入次轨道的载人太空飞行器。
- 2005年：中華人民共和國國務院任命曾蔭權為香港特別行政區行政長官。
- 2006年：冥王星衛星冥衛二及冥衛三分別被正式命名為“尼克斯（Nix，意為黑夜女神倪克斯）”及“許德拉（Hydra，意為勒拿九頭蛇）”。
- 2009年：根據格陵蘭自治公投結果格陵蘭獲得擴大其自治的權力，進而成為丹麥王國之自治國。
- 2012年：迈阿密热火队在2012年NBA总决赛中击败俄克拉何马城雷霆，获得2011-12 NBA赛季的总冠军。
- 2014年：一名駐守三八線附近的韓國陸軍士兵朝同袍開槍、攜械逃亡，造成5人死亡、7人受傷。
- 2016年：香港發生淘大工業村迷你倉大火，事件最後共造成2名香港消防員死亡。
- 2020年：2020年6月21日日食出現。
- 2022年：韩国在罗老宇航中心成功发射该国首枚自主研制的运载火箭世界号[1]。
- 2022年：香港元朗一條電纜橋於晚上起火，導致屯門、元朗、天水圍大範圍停電。

## 出生
- 1528年：玛丽亚，神圣罗马帝国皇后（1603年逝世）
- 1781年：西莫恩·德尼·泊松，法國数学家、物理学家（1840年逝世）
- 1788年：奧古斯塔，巴伐利亚王国公主（1851年逝世）
- 1823年：讓·沙科納克，法國天文學家（1873年逝世）
- 1839年：馬查多·德·阿西斯，巴西小說家、詩人、劇作家（1908年逝世）
- 1884年：克勞德·奧金萊克，英國陸軍元帥（1981年逝世）
- 1887年：黑斯廷斯·伊斯梅，英國陸軍上將、外交官，首任北約秘書長（1965年逝世）
- 1897年：尤里·孔德拉秋克，烏克蘭工程師、數學家（1942年逝世）
- 1905年：，法國哲學家、作家、劇作家、小說家、政治活動家（1980年逝世）
- 1908年：尹奉吉，韓國獨立運動家（1932年逝世）
- 1928年：沃夫岡·哈肯，德國數學家（2022年逝世）
- 1932年：拉羅·西夫林，阿根廷裔美國音樂家、作曲家、編曲家、指揮家（2025年逝世）
- 1944年：東尼·史考特，英國電影導演、電影監製（2012年逝世）
- 1947年：希林·伊巴迪，伊朗女性律師、人權活動者，2003年諾貝爾和平獎得主
- 1948年：伊恩·麥克伊旺，美國小說家、作家
- 1950年：安妮·卡森，加拿大詩人、作家、古典學家、古典文獻翻譯家
- 1952年：真下耕一，日本動畫導演
- 1953年：，巴基斯坦政治家，第11任巴基斯坦總理，穆斯林國家首位女性民選總理（2007年逝世）
- 1955年：米歇尔·普拉蒂尼，法國足球运动员
- 1955年：何偉龍，香港知名的戲劇導師、資深演員（2014年逝世）
- 1956年：郎咸平，台灣经济学家
- 1958年：謝坤山，台灣口足畫家
- 1958年：根纳季·帕达尔卡，俄羅斯退役太空人
- 1958年：謝爾蓋·謝苗諾維奇·索比亞寧，俄羅斯政治家
- 1959年：尼姆爾·尼姆爾，沙烏地阿拉伯什葉派謝赫（2016年逝世）
- 1961年：佐科·維多多，印尼政治人物，第7任印尼總統
- 1962年：陳玉勳，台灣男導演
- 1963年：青山剛昌，日本漫畫家
- 1963年：黃小琥，台灣女歌手
- 1964年：道格·萨旺特，美國演員
- 1964年：奧列格·科諾年科，俄羅斯太空人
- 1965年：楊利偉，中國太空人
- 1965年：拉娜·華卓斯基，美國導演、編劇、製片人
- 1967年：盈拉·欽那瓦，泰國商人、政治人物，第28任泰國總理
- 1970年：黃膺勳，台灣男演員
- 1972年：朝原宣治，日本男子田徑運動員
- 1972年：班傑明·拜倫·戴維斯，美國男演員、編劇、導演、表演教練
- 1973年：蘇珊娜·查普托娃，斯洛伐克政治人物、律師，現任斯洛伐克總統
- 1976年：王晨，香港女子羽球運動員
- 1978年：曾珮瑜，台灣女演員
- 1979年：笛木優子，日本女演員
- 1979年：克里斯·普瑞特，美國男演員、製片人
- 1981年：王俊仁，台灣棒球選手
- 1981年  : 安琦，中国足球运动员。
- 1982年：李大浩，韓國職業棒球運動員
- 1982年：威爾斯親王威廉，英國皇室成員，英國王位第一順位繼承人
- 1983年：陳爽，香港女演員
- 1983年：爱德华·斯诺登，前美國中央情報局雇員
- 1985年：瀨戶早妃，日本女演員
- 1985年：拉娜·德雷，美国女歌手
- 1987年：厲旭，韓國男子偶像團體Super Junior成員
- 1987年：手嶌葵，日本女歌手
- 1988年：吳濬彥，臺灣政治人物
- 1989年：曾錦濤，香港足球運動員
- 1990年：高聖熙，韓國女演員
- 1990年 :  雨瀨栞，日本漫画家
- 1991年：李玟暎，韓國女子偶像團體Miss A成員
- 1992年：J.Seph，韓國男女混聲團體KARD成員
- 1992年:  馬克斯·史耐德，美国创作歌手、演员和模特儿
- 1993年：高城蕾妮，日本女子偶像團體桃色幸運草Z成員
- 1994年：向井康二，日本男子偶像團體Snow Man成員
- 1994年 : 岡井千聖，日本组合℃-ute成员。
- 1996年：常山幹太，日本男子羽球運動員
- 1997年:   瑞贝卡·布莱克，美国女歌手
- 1998年：河野日和，日本女性聲優
- 1998年：倉丸莉子，日本女性聲優、偶像
- 1999年：妮亞姆·查爾斯，英格蘭職業足球運動員
- 1999年：艾琳·卡思伯特，蘇格蘭職業足球運動員
- 2000年：周震南，中國男子偶像團體R1SE成員
- 2001年 : 范德森，巴西职业足球运动员

## 逝世
- 1353年：北條時行，日本南北朝武將（生年不詳）
- 1377年：爱德华三世，英格蘭國王（1312年出生）
- 1392年：皇甫琳，高麗王國武官（1333年出生）
- 1582年：織田信長，日本戰國時代大名（1534年出生）
- 1582年：穴山信君，日本戰國時代武將（1541年出生）
- 1582年：織田信忠，日本戰國時代大名，織田信長之子（1557年出生）
- 1582年：森蘭丸，日本戰國時代武將，織田信長手下（1565年出生）
- 1827年：何塞·华金·费尔南德斯·德·利萨尔迪，墨西哥作家、新聞工作者（1776年出生）
- 1876年：聖塔·安那，墨西哥將軍、獨裁者，前任墨西哥總統（1794年出生）
- 1908年：尼古拉·里姆斯基-科萨科夫，俄羅斯作曲家（1844年出生）
- 1920年：喬賽亞·康德，英國建築師（1852年出生）
- 1932年：尹奉吉，朝鮮獨立運動家（1908年出生）
- 1940年：山姆·艾德，挪威工程師、企業家（1866年出生）
- 1940年：愛德華·維亞爾，法國畫家（1868年出生）
- 1957年：羅裕，臺灣土木工程師（1925年出生）
- 1958年：柳亚子，中國近代詩人（1887年出生）
- 1964年：汤用彤，中國哲学家（1893年出生）
- 1965年：達浦生，中國伊斯蘭教學者（1874年出生）
- 1969年：莫琳·康諾利，美國女子網球運動員（1934年出生）
- 1970年：蘇卡諾，印尼政治人物，首任印尼總統（1901年出生）
- 1971年：陈垣，中國教育家、历史学家（1880年出生）
- 1992年：李先念，中國前國家主席、全国政协主席（1909年出生）
- 1994年：威廉·威爾遜·摩根，美國天文學家（1906年出生）
- 1997年：勝新太郎，日本男演員、歌手（1931年出生）
- 2005年：辛海棉，菲律賓樞機主教、馬尼拉總教區總主教（1928年出生）
- 2010年：喬治·H·米利，美國數學家、計算機科學家（1927年出生）
- 2011年：瑪利亞·高梅斯·瓦琳廷，巴西超級人瑞（1896年出生）
- 2011年：珍·羅素，美國演員（1921年出生）
- 2013年：金鰲勳，台灣導演（1947年出生）
- 2014年：石川要三，日本政治家（1925年出生）
- 2014年：黃和聯，馬來西亞政治家（1959年出生）
- 2019年：季米特里斯·赫里斯托菲亚斯，賽普勒斯共產黨勞動人民進步黨總書記，第6任賽普勒斯總統（1946年出生）
- 2025年：弗雷德里克·W·史密斯，美國商業巨頭、投資者，聯邦快遞創辦人（1944年出生）
- 2025年：麥家廉，加拿大外交官、政治人物（1950年出生）
- 2025年：賽義德·伊扎迪，伊朗伊斯蘭革命衛隊准將（1964年出生）

## 节假日和习俗
- 世界音樂節
- 世界長頸鹿日
- 世界滑板日（英语：Go Skateboarding Day）
- 國際瑜伽日[2][3]
- 世界人文主義日（英语：World Humanist Day）
- 世界水文地理學日（英语：World Hydrography Day）
- 多哥：烈士節
- 加拿大：全國原住民日